# Testa dell'Assietta
La Testa dell'Assietta est une montagne qui s'élève à 2 566 m d'altitude dans les Alpes cottiennes en Italie. Elle est située entre val Cluson et le val de Suse dans la ville métropolitaine de Turin. Son sommet et son versant nord sont inclus dans le territoire du parc naturel du Gran Bosco di Salbertrand (it).
La montagne est particulièrement célèbre pour avoir été le théâtre de la bataille d'Assietta en juillet 1747, qui a provoqué un carnage avec plus de 5 000 morts, principalement français, sur le terrain.
Au sommet de la montagne se trouve depuis 1882 un grand obélisque en pierre surmonté d'un aigle de bronze (symbole du Club alpin italien) en mémoire de la bataille. Un chemin de terre, la Strada dell'Assietta mène sous le sommet. De là, le pic est atteint en quelques minutes par un court chemin. À quelques mètres de l'obélisque se dresse une stèle en mémoire du général français Louis Charles Armand Fouquet de Belle-Isle, qui y a été tué lors des combats.

## Ascension
L'accès au sommet est classé comme une randonnée facile.
Parmi les nombreux itinéraires, le plus court et direct part de Balboutet (1 557 m) ou un peu plus bas de Pourrières (1 420 m), deux fraziones d'Usseaux dans le haut val Cluson. Il traverse des bois de mélèze et entre dans le vallon de Cerogne, pour atteindre le village éponyme de Cerogne (1 742 m). En continuant, on atteint le plateau de Cerogne en contournant le monte Gran Cerongne. En arrivant à la bergerie de l'Alpe Assietta (2 270 m), il remonte de vastes prairies pour finalement gagner le col de l'Assietta (2 472 m). Du col, il reste juste une demi-heure sur la route de terre pour atteindre le sommet. Si le parcours ne présente aucune difficulté, il nécessite au moins trois heures, et implique plus de mille mètres de dénivelé.